# مامان (ترانه اسپایس گرلز)
«مامان» تک‌آهنگی از اسپایس گرلز است که در سال ۱۹۹۷ میلادی منتشر شد.